# Município Cuanhama
Município Cuanhama är en kommun i Angola.   Den ligger i provinsen Cunene, i den sydvästra delen av landet, 900 km söder om huvudstaden Luanda.
Omgivningarna runt Município Cuanhama är huvudsakligen savann. Runt Município Cuanhama är det mycket glesbefolkat, med 4 invånare per kvadratkilometer.